# Treppenwitz
Ein Treppenwitz ist – im ursprünglichen Sinne von Witz – ein geistreicher Gedanke, der jemandem einen Moment zu spät („beim Hinausgehen auf der Treppe“) einfällt und der in der aktuellen Runde oder Diskussion nicht mehr vorgebracht werden kann. Friedrich Nietzsche vergleicht die Situation mit dem von ihm geprägten Treppen-Glück: „Wie der Witz mancher Menschen nicht mit der Gelegenheit gleichen Schritt hält, so daß die Gelegenheit schon durch die Türe hindurch ist, während der Witz noch auf der Treppe steht.“
Die Wortbildung Treppenwitz ist im Deutschen seit der ersten Hälfte des 19. Jahrhunderts belegt. Sie leitete sich vom gleichbedeutenden französischen l’esprit de l’escalier ab, einer Prägung Denis Diderots aus dem 18. Jahrhundert, zunächst erwähnt im Paradoxe sur le comédien (1773).
Im Deutschen wurde dieser Begriff durch den 1882 erschienenen Bestseller Der Treppenwitz der Weltgeschichte. Geschichtliche Irrtümer, Entstellungen und Erfindungen von William Lewis Hertslet popularisiert. Hertslet bezog sich dabei auf die Neigung, geschichtliche Ereignisse nachträglich anekdotisch auszuschmücken. In seinem Buch entlarvt und entmystifiziert er solche Anekdoten.
Heute wird der Ausdruck Treppenwitz auch – abweichend von der ursprünglichen Bedeutung – für „Ironie des Schicksals“, „alberner Witz“ oder „unangemessenes, lächerliches Verhalten“ verwendet. So werden geschichtliche Begebenheiten, die absurd oder ironisch wirken, als „Treppenwitz der Geschichte“ bezeichnet.